# Walentin Alexandrowitsch Fabrikant
Walentin Alexandrowitsch Fabrikant (russisch Валентин Александрович Фабрикант; * 9. Oktoberjul. / 22. Oktober 1907greg. in Moskau; † 3. März 1991 ebenda) war ein russischer Physiker und Hochschullehrer.

## Leben
Fabrikant war der Sohn des Agronomen Alexander Iossifowitsch Fabrikant (1881–1963) und seiner Frau Reisa Schliomowna Swerdlowa sowie Neffe des mit Alexander Fjodorowitsch Kerenski nach der Oktoberrevolution geflüchteten  Sozialrevolutionärs Wladimir Ossipowitsch Fabrikant (?–1933) und des Agronomen und Vizedirektors des Allrussischen Instituts für Mechanisierung der Landwirtschaft Jakow Ossipowitsch Fabrikant (1886–1933), der 1933 erschossen wurde.
1925 begann Fabrikant das Studium an der Physikalisch-mathematischen Fakultät der Universität Moskau (MGU) zusammen mit Leonid Iwanowitsch Sedow und Lew Semjonowitsch Pontrjagin. Bei Sergei Iwanowitsch Wawilow führte Fabrikant experimentelle Untersuchungen zur Quantenausbeute der Fluoreszenz durch.
Nach dem Abschluss des Studiums 1930 arbeitete Fabrikant als Laboratoriumsleiter im Allrussischen Elektrotechnischen Institut (WEI). Daneben lehrte er auf Empfehlung Wawilows am Lehrstuhl für Physik des Moskauer Energetischen Instituts (MEI), an dem er zunächst Assistent, dann Dozent und schließlich Professor war. Ab 1932 untersuchte er die Spektren und Intensitäten des Lichts von Gasentladungen in einem weiten Bereich von Strömen und Drücken und veröffentlichte dazu eine Reihe von Arbeiten. 1935 wurde er mit diesen Arbeiten ohne Verteidigung einer Dissertation zum Kandidaten der physikalisch-mathematischen Wissenschaften promoviert. 1938 präsentierte er eine Methode zum direkten experimentellen Nachweis einer  stimulierten Emission, womit er erstmals auf die Möglichkeit einer Strahlungsverstärkung im Sinne einer negativen Absorption hinwies.
1939 verteidigte Fabrikant im Lebedew-Institut seine Doktor-Dissertation über die optischen Eigenschaften von Gasentladungen. Weitere Arbeiten dienten der Entwicklung der Leuchtstofflampe.
1948 zeigten Leonid Michailowitsch Biberman, N. Suschkin und Fabrikant experimentell, dass nicht nur ein Elektronenstrahl mit vielen Elektronen Wellencharakter hat, sondern auch einzelne isolierte Elektronen, indem der Fluss einzelner unabhängiger Elektronen durch die Beugungsapparatur bei Langzeitbelichtung das gleiche Beugungsmuster erzeugt wie ein millionenfach intensiverer Elektronenstrahl bei Kurzzeitbelichtung.
Zusammen mit Michail Martynowitsch Wudynski und Fatima Aslanbekowna Butajewa setzte Fabrikant die Untersuchung der negativen Absorption fort. 1951 beantragte er die Registrierung der Erfindung einer neuen Methode der Lichtverstärkung mit exponentiellem Intensitätsanstieg durch inverse Energieniveaubesetzung. Das Prinzip der Strahlungsverstärkung wurde auf Ultraviolett-, Infrarot- und Radiostrahlung ausgedehnt. Die Erfindung wurde erst 1959 registriert, und 1964 wurde das Diplom der Entdeckung Nr. 12 über die Verstärkung elektromagnetischer Strahlung durch stimulierte Emission mit Prioritätsgültigkeit ab 1951 verliehen vor den Masern und Lasern in den USA.
Fabrikant leitete von 1943 bis 1977 den Lehrstuhl für Physik des MEI. 1962  richtete er dort eine neue Fachrichtung ein für die Vorbereitung der Ingenieure auf die Entwicklung und Anwendung der Laser in Forschung  und Industrie. 1968 wurde er Vollmitglied der Akademie der Pädagogischen Wissenschaften der UdSSR.
Fabrikant wurde im Kolumbarium des Wagankowoer Friedhofs beigesetzt.

## Ehrungen, Preise
- Stalinpreis II. Klasse (1951 zusammen mit Sergei Iwanowitsch Wawilow, Wadim Leonidowitsch Ljowschin, Fatima Aslanbekowna Butajewa, M. A. Konstantinowa-Schlesinger und W, I. Dolgopolow) für die Entwicklung der Leuchtstofflampe
- Orden des Roten Banners der Arbeit (zweimal)
- Ehrenzeichen der Sowjetunion (zweimal)
- S.-I.-Wawilow-Goldmedaille (1965) für Arbeiten zur Optik der Gasentladung[2]